# 蒙汉分治
蒙汉分治是清朝政府自雍正年间开始在漠南蒙古族和汉族杂居地区，主要在內札薩克蒙古（即今内蒙古地区大部）实行的管理政策，沿袭至中华民国大陆时期。
清初完全禁止口内“民人”进入蒙古各盟旗地域，称为“蒙禁”。康雍乾之後因人口暴增、自然灾害等因素，造成长城以南人多地少，人地矛盾的尖锐化使得不断有无地或少地的内地农民突破禁令到塞北垦种谋生，特别是山西、陕西和直隶地区民众，不断通过闯关东、走西口等方式进入蒙古盟旗所辖的牧区定居，因此禁令逐漸放開。到了清末，清朝在蒙汉杂居地区存旗设县，按照属人原则分别管辖蒙汉两族民众，即蒙汉分治。

## 背景

### 管理體制
后金自皇太极崇德年间起，为统治归顺的漠南蒙古诸部，对其以建旗、划界等方式进行管理，蒙古诸部牧地由此固定。漠南蒙古较早归附的诸旗称內札薩克蒙古。各旗辖区由扎薩克管理，辖区民众仅向扎萨克纳税、服徭役，而不承担清政府的徭役、税赋。

### 初期封禁
为保护蒙古王公和牧民利益，顺治十二年（1655年），清政府下令，内地民人“不得往口外开垦牧地，王公属人，有私来内地者，一律发还”，并沿长城北侧划定了一条东西长千里、南北宽50里的禁地，蒙汉不得逾越。禁地内，蒙民不得放牧，汉民不得耕种。汉人如想进入蒙古盟旗地区经商或耕种，则必须向官府申请“限票”（类似于现代的签证），获得允许後经过长城沿线各关口的查验方可放行，对留居蒙古的时间和地点均有限制。
一方面透過關禁的實施、禁止雜居與通婚以及蒙漢分治來進行民族隔離；另方面又透過墾禁、礦禁政策，輔以地域封禁的方式，來達到蒙漢隔離的目的。在封禁蒙地的同时，清朝为防止蒙古各部联合反满，严禁各旗的蒙古人之间私自往来，同时为了削弱藏传佛教的影响力亦推行蒙藏隔离。

## 歷史

### 政策轉變
康熙以后，因人口暴增、自然灾害等因素，造成人多地少矛盾的尖锐化，不断有无地或少地的内地农民突破禁令到此垦种谋生。清政府遂逐渐松弛封禁令，默许内地民人以“雁行”方式出边，春去秋归，在塞外种植。
康熙二十二年（1683年），清廷仅做出限制性的规定：“凡内地民人出口，于蒙古地方贸易耕种，不得娶蒙古妇女为妻”。
康熙三十年（1691年），批准归化城蒙古都统招民开垦归化土默特地区的官牧场及庄田闲地的请求。接着，又批准了察哈尔都统招民开垦察哈尔东南部右翼四旗所辖官牧场的请求。
康熙五十五年（1716年）六月，陕西、山西、河南等省发生严重的旱涝，大批灾民欲往口外蒙古地区谋生。迫于汹涌的难民潮压力，康熙帝晓谕各地官府“给予出口印票，令其前往”，事实上承认了汉民出边的合法性，表明清政府禁止汉民出边政策的转变。

### 政策放開
由於全国人口急需迅速增长，人口与土地的矛盾日益突出。中原地区几次大的自然灾害造成了大批难民，为减少难民对社会稳定的冲击，清政府开放蒙地，允许并鼓勵难民到此谋生。
雍正元年（1723年）四月谕令内地乏食民人可往口外蒙古地区垦殖谋生，“乐于就移”者，“免其田赋”，蒙旗王公“欢迎入殖”者，“特许其吃租”。
蒙古地区称此令为“借地养民”令，这标志着清政府对汉民出边由默许转变为鼓励。此令一开，大批灾民流入蒙古，加速了塞外屯垦的发展。
雍正时期，清政府拨出大量土地招民垦种，同时还规定以招垦成绩的大小作为考核官员政绩的依据。
乾隆元年（1736年），与鄂尔多斯部相毗邻的陕北河套地区的榆林、神木等处边口，招民垦种“蒙古余闲套地约三四千顷”。
乾隆八年（1743年），直隶地区闹旱灾，乾隆指示喜峰口、古北口、山海关等关隘的官弁，“如有贫民出口者，门上不必拦阻，即时放出”。
乾隆五十七年（1792年），直隶、河南等地大旱，朝廷干脆明确鼓动灾民去口外谋食，“今年关东盛京及土默特、喀喇沁、敖汉、巴沟、三座塔一带，均属丰收，尔等何不各赴丰稔地方佣工觅食”。

### 清末改制
因清朝财政逐漸破产，1901年1月，慈禧太后发布了“变法”上谕，开始推行“新政”。“新政”在内蒙古地区最主要的内容是以国家发布命令的形式实行移民实边，通过大量丈放属于蒙古各盟旗的土地，改变对蒙古原有的封禁政策，官垦蒙地，向关内广大无地农民招垦。1902年清政府批准山西巡抚岑春煊的奏请，派垦务大臣贻谷到内蒙古西部地区推行开垦蒙地政策。随之，东北三将军也对各自管辖范围内蒙旗土地实行招民放垦，至此，内蒙古地区向内地农民全面开放。内蒙古的王公贵族和封建土地所有者也争相招纳汉民，向他们出租土地，以获取地租收入，然而同时普通蒙古牧民和下层台吉们的生计被剥夺则引发蒙古平民阶层的强烈不满，“抗垦”事件此起彼伏。
随着“清末新政”的推行，清廷继续执行“旗厅并存，蒙汉分治”政策，以管理蒙汉杂居地区的社会秩序，以此解决当地社会中蒙汉民众之间的各类冲突，确保汉族移民长久定居，同时避免了汉人农民所带来的税赋流入各旗扎萨克之手，确保了清政府的财政收入。
因此项政策，清代在行政区管理上产生旗厅并存的现象。民国初期，因厅（直隶厅）被废除，变化成旗县并存。第二次国共内战中期，中国共产党逐步控制内蒙古地区，建立内蒙古自治政府。中华人民共和国建立之初至1950年代，在内蒙古自治区通过建立联合政府、合并行政区等方式逐步解决了旗县并存问题。

## 评价
研究者庆格勒图，将此政策定义为“清朝、北洋军阀及国民党政府推行民族压迫政策的产物”，认为此政策“不仅加重了对当地蒙古族人民的剥削和压迫，而且严重地影响了蒙汉族人民的团结。”